# Quyết Tiến, Quản Bạ
Quyết Tiến là một xã thuộc huyện Quản Bạ, tỉnh Hà Giang, Việt Nam.

## Địa lý
Xã Quyết Tiến có vị trí địa lý:
- Phía đông giáp huyện Vị Xuyên và các xã Quản Bạ, Đông Hà
- Phía tây, nam giáp huyện Vị Xuyên
- Phía bắc giáp thị trấn Tam Sơn và xã Tùng Vài.

Xã Quyết Tiến có diện tích 64,70 km²,dân số năm 2019 là 7.383 người, mật độ dân số đạt 114 người/km².

## Hành chính
Xã Quyết Tiến được chia thành 13 thôn: Tân Tiến, Nậm Lương, Lùng Thàng, Ngài Thầu Sảng, Đông Tinh, Lùng Mười, Bó Lách, Bình Dương, Dìn Sán, Khâu Bủng, Khau Làn, Vinh Tiến, Hoàng Lan.

## Lịch sử
Trước đây, Quyết Tiến là một xã thuộc huyện Vị Xuyên.
Ngày 15 tháng 12 năm 1962, Hội đồng Chính phủ ban hành Quyết định số 211-CP về việc thành lập huyện Quản Bạ trên cơ sở tách xã Quyết Tiến thuộc huyện Vị Xuyên.